# Vittorio Merloni
Vittorio Merloni (n. 30 aprilie 1933, Fabriano, Marche, Regatul Italiei – d. 18 iunie 2016, Fabriano, Marche, Italia) este un antreprenor și industriaș italian. Fiul lui Aristide, fondatorul industriei Merloni, Președintele de Onoare al Companiei Indesit, (al cărui președinte este fiul lui, Andrea), și Fineldo (prezidat de fiica lui Antonella) compania familiei deținătoare care controla Indesit Company și alte Grupuri de interese.

## Biografie
Vittorio Merloni are diplome în economie și în comerț (la Universitatea din Perugia). Este căsătorit cu Franca Carloni și are patru copii: Maria Paola, Andrea, Antonella și Aristide.
Cariera lui antreprenorială a început în 1960 ca o afacere de familie. În 1975 el a fondat Merloni Elettrodomestici (redenumită Indesit Company în 2005) și a  devenit președinte al acesteia, deținând această poziție până la 29 aprilie 2010, când părăsește președinția în favoarea fiului său Andrea, iar el este numit Președinte de Onoare.
Compania, a fost listată la bursa din Milano din 1987, este unul dintre cei mai importanți producători și distribuitori de electrocasnice mari (mașini de spălat, uscătoare, mașini de spălat vase, frigidere, congelatoare, aragaze, hote, cuptoare și plite).
A devenit președinte al Confindustria (Federația Patronală Italiană), post pe care îl ocupă timp de 4 ani. În 1984, este anul în care a devenit “Cavaler al muncii”, a fost ales președinte al Centromarca, o asociație italiană, post pe care l-a deținut până în anul 1988.
În 2001 își începe mandatul de patru ani la președinția Assonime, o asociație italiană a Societăților Comerciale pe Acțiuni. În același an a primit Doctoratul Onorific în Managementul de Inginerie de la Politehnica din Milano.
De atunci, el a primit diverse premii și recunoașteri: în 2003, la doi ani după ce Indesit Company a preluat Hotpoint, un brand din Marea Britanie, a fost numit Comandat al Imperiului Britanic.
În 2004 a primit Premiul Leonardo pentru internaționalizare, iar în 2005 a primit GEI (Gruppo Esponenti Italiani) la New York, în semn de recunoaștere și apreciere a operei sale pentru Comerț și Industrie, contribuție care a însemnat mult pentru îmbunătățirea imaginii Italiei în străinătate.

## Legături externe
- Compania Indesit[nefuncțională]

1. ↑   http://www.repubblica.it/economia/2016/06/18/news/e_morto_vittorio_merloni_storico_patron_di_indesit-142284008/?rssimage Lipsește sau este vid: |title= (ajutor)
2. ↑  SIUSA, accesat în 18 mai 2021
3. ↑  Dizionario Biografico degli Italiani